# Менгес, Луис
Луис Джон Менгес (англ. Louis John Menges; 30 октября 1888, Ист-Сент-Луис, Иллинойс — 10 марта 1969, Филадельфия, Пенсильвания) — американский футболист, серебряный призёр летних Олимпийских игр 1904.
На Играх 1904 в Сент-Луисе Менгес выступал за первую сборную США. Они проиграли матч Канаде, сыграли вничью, а затем выиграли встречу с другой американской командой и заняли в итоге второе место, получив серебряные медали.